# Beaucé
Beaucé (en bretó Belzeg, en gal·ló Bauczaé) és un municipi francès, situat a la regió de Bretanya, al departament d'Ille i Vilaine. L'any 2006 tenia 1.148 habitants.

## Demografia
| 1962                                       | 1968 | 1975 | 1982 | 1990  | 1999  |
| ------------------------------------------ | ---- | ---- | ---- | ----- | ----- |
| 377                                        | 400  | 632  | 974  | 1.055 | 1.056 |
| Des de 1962: població sense dobles comptes |      |      |      |       |       |

## Administració
| Període   | Identitat         | Partit |
| --------- | ----------------- | ------ |
| 1965-2008 | Marcel Guidecoq   |        |
| 2008-     | Jean-Louis Lagrée |        |